# Ophiorrhiza fengii
Ophiorrhiza fengii är en måreväxtart som beskrevs av Ined.. Ophiorrhiza fengii ingår i släktet Ophiorrhiza och familjen måreväxter. Inga underarter finns listade i Catalogue of Life.